# Kiririsha
Kiririsha was in de Elamitische mythologie de belangrijkste godin van Elam. Alleen haar man Humban stond hoger in rang. Samen met Inshushinak vormden zij het drietal aan de top van het Elamitische pantheon. 
Kiririsha was na Pinikir Humbans tweede vrouw, ze kregen samen een zoon genaamd Hutran.
Kiririsha kwam oorspronkelijk uit Liyan, een havenplaats in Elam (vlak bij het huidige Bushehr in Iran). Ze had daar een tempel en werd vaak "De grote Godin" genoemd. Toen ze naar Susa kwam, werd ze daar "Vrouwe van de Hoge Tempel".
Naast Humban is Kiririsha ook met Inshushinak getrouwd geweest. Dit was voordat ze een van de grote drie werd en hierdoor kreeg ze de titel "De Grote Vrouwe". 
In 1250 v.Chr. werd er een tempel voor haar gebouwd in Chogha Zanbil. Kiririsha werd vooral aanbeden in het zuiden van Elam en Pinikir in het noorden. Later werden ze als één godin gezien die in het gehele land werd vereerd.